# 美麗傳承
美麗傳承（英語：Beauty Generation，來港前稱，前譯「復興文豪」），是一匹曾在澳洲和香港出賽的已退役賽駒，來港後練馬師早期是約翰摩亞，後期是大衛希斯，為2017/2018馬季最佳一哩馬和香港馬王、2018/2019馬季最受歡迎馬匹、最佳一哩馬和香港馬王、2019/2020馬季最佳一哩馬，以及2020/2021馬季終身成就獎得主。
「美麗傳承」曾經於2019年世界馬匹排名中高踞首位，獲評125分，所以有「世界草地一哩馬王」的稱譽。其後，「美麗傳承」的國際評分更上升至127分，是歷來國際評分最高的香港賽駒之一，與前廄侶「步步友」看齊。除此之外，「美麗傳承」亦打破馬壇紀錄，成為歷來國際分級賽勝出次數最多的香港賽駒（16勝），同時亦打破「 爆冷」的獎金記錄，一度成為香港史上最多獎金的賽駒（紀錄後來被「金鎗六十」所打破）和香港首匹打破一億元獎金的賽駒，亦成為第一匹能一季八捷的香港馬。「美麗傳承」是沙田馬場草地2200米的場地紀錄保持者，亦是香港賽馬史上唯一一匹曾經同時擁有三個場地紀錄（沙田馬場草地1400米、1600米和2200米）的馬匹。競賽生涯中八勝國際一級賽。

## 跑法特點

#### 極快的前速
「美麗傳承」的前速非常快，能在未有任何催促下輕鬆做出，二十三秒幾的分段時間和二十二秒幾的未段時間，相當於一匹頂級短途馬的時間，其他馬匹要跟上「美麗傳承」非常困難。如果其他馬匹的騎師選擇勉強跟前，亦只會令馬匹失去爆發力，提早敗北，例子包括「妙算達人」、「以奇用兵」等。

#### 高靭性和鬥燒能力
「美麗傳承」的靭性和鬥燒能力亦非常高，就算跟得上「美麗傳承」的速度，大多數馬匹亦會被「燒死」，被「燒死」的馬匹大多不是退役，就是再跑不出成績，只有「爭分奪秒」除外。受害馬匹包括「中華盛世」、「以奇用兵」、「星洲司令」等。

#### 跑法機動性高
此外，「美麗傳承」亦具有一定的爆發力，所以跑法十分機動，可隨形勢而變化，可領放，可跟前，亦可居中，例子：就像2018年11月18日的馬會一哩錦標，「美麗傳承」搶不到領前位置，就居中後位置，隨著形勢變化，「美麗傳承」立刻上前，搶回主動，最終大勝三個馬位，更加破了「好爸爸」的1600米紀錄時間。

#### 變速力
而「美麗傳承」的變速力亦十分高，例子同上，在馬會一哩錦標，前1000米都在中後位置，但「美麗傳承」在1100米處時突然加速，其他馬反應不了亦追不上，成功殺了其他馬一個措手不及，最後成功奪冠。

## 馬名
馬名美麗傳承來自莎莎2015年宣傳活動，莎莎美麗承傳37載。

## 簡介
在2017年4月9日的第二班賽事，美麗傳承造出新的沙田草地2200米紀錄時間，時間爲2分12秒42，打破了「凱旋生輝」2分12秒8的紀錄。
在2018年11月18日的國際二級賽馬會一哩錦標，美麗傳承造出新的沙田草地1600米紀錄時間，時間爲1分32秒64，打破了「好爸爸」1分32秒71的紀錄。
在2019年1月20日的國際一級賽董事盃，美麗傳承再次輕鬆地大勝亞軍三個馬位而回。其後，約翰摩亞對傳媒表示：「牠是我以往從練多駒之中最出色的一匹。」他口中的「多駒」，包括香港贏最多獎金紀錄保持者「爆冷」、以及目前仍與美麗傳承雙雙為歷來國際評分最高 (127分) 香港賽駒的一哩佳駟「步步友」。
在2019年3月15日，美麗傳承在世界馬匹排行當中，以國際評分127分，與世界馬后「雲絲仙子」共居世界第一，是計前香港馬王「步步友」後，第二匹登上世界第一的香港馬。
在2019年4月28日，馬王「美麗傳承」勇奪國際一級賽富衛保險冠軍一哩賽冠軍，累計8477多萬元獎金，成為香港賽馬史上贏得獎金最多的賽駒，打破賭王何鴻燊名下前馬王「爆冷」的8319多萬元舊紀錄。同時亦是第一匹能一季八捷的香港馬，創造了兩大記錄。
在2019年10月1日，馬王「美麗傳承」於國際三級賽慶典盃上，創出了1分20秒05的1400米新紀錄，打破了「恆駿寶駒」的1分20秒31的紀錄，成為香港賽馬史上曾經同時擁有三個途程全港紀錄的馬匹，而紀錄被「安騏」在2019年11月10日於第一班盃賽樂聲盃以1分19秒92的成績打破。

## 競賽生涯
「美麗傳承」運往香港前於澳洲出賽，由 Anthony Cummings 訓練。「美麗傳承」在澳洲取得兩冠兩亞一季的成績。

### 2016-2017馬季
來港後，美麗傳承交由練馬師約翰摩亞訓練。2016年12月27日，美麗傳承在港初次出賽，在一場第二班賽事中，夥拍騎師潘頓跑獲不俗的第二名。其後在11日後在另一場第二班賽事打開在香港勝利之門。
隨後美麗傳承參加2017年度的四歲經典系列賽。在1月22日，先在香港經典一哩賽以後上得第三名，僅不敵佳龍駒和四季旺。不過在四週後的香港經典盃，雖然出閘順利置前，但末段乏力大敗而回，僅得第十一名。美麗傳承經過調整後，在一個月後出戰香港打吡大賽。美麗傳承在此賽中不敵當年的四歲三冠王佳龍駒和日後取得兩項一級賽盟主巴基之星，得第三名。打吡大賽之後，美麗傳承重回第二班賽事，參加一場2200米賽事。最終並以短馬頭位擊敗同屬約翰摩亞旗下的鷹雄奪冠，並以完成時間2分12秒42成為了沙田馬場草地2200米的新場地紀錄。在三週後，美麗傳承在女皇盃日挑戰三級賽皇太后紀念盃，不過卻大敗而回，其後隨即休賽。

### 2017-2018馬季
歇暑之後，美麗傳承以10月1日舉行的三級賽慶典盃作為它於這季首次出賽。結果在梁家俊策騎下，一放到底，以一又二分之一個馬位擊敗四季旺。隨後在三週後的二級賽沙田錦標中，雖然未能順利領放，但末段仍作出強勢衝刺力拒同屬約翰摩亞旗下的「喜旺寶」，以短馬頭位取勝。到11月19日舉行的二級賽馬會一哩錦標，美麗傳承未能順利領放，結果末段僅能保持同速之下得第三名。
馬會一哩錦標賽後，美麗傳承以香港一哩錦標作為目標。在賽前，美麗傳承僅為該賽的第四熱門。不過在在梁家俊策騎下，美麗傳承順利領放至終點，以一個馬位擊敗西方快車，奪下首場一級賽勝利。也為騎師梁家俊帶來第一場一級賽勝利。
其後約翰摩亞繼續安排梁家俊策騎美麗傳承角逐一級賽董事盃，但它無法交出在前幾次賽事的表現，只能以第七名完成賽事。賽後因梁家俊需為平湖之星效力，美麗傳承重配潘頓策騎。其後在2018年2月25日舉行的一級賽女皇銀禧紀念盃之中，結果以頭位擊敗爭分奪秒。稍事休息過後，美麗傳承於4月角逐二級賽主席錦標，由韋達為此駒上陣，以第五名完成賽事。隨後回配潘頓角逐冠軍一哩賽，被熱捧至獨贏僅得1.9倍的大熱門。美麗傳承最後不負眾望，一放到底下擊敗西方快車，取得其生涯中第三場一級賽。其後在該馬季的冠軍人馬獎，因取得三項一級賽冠軍，榮膺該馬季的「香港馬王」和「最佳一哩馬」的殊榮。

### 2018-2019馬季
美麗傳承此季與上一季安排一樣，先以慶典盃作為它於這季首次出賽。由於需負重磅，只是第二熱門。不過仍輕鬆一放到底，以兩個馬位擊敗2018年打吡盟主平海福星。隨後在沙田錦標中，再以二分之一個馬位擊敗2018年香港經典盃盟主星洲司令。到馬會一哩錦標，美麗傳承未能順利領放，不過在中段發力及直路大外閃下，以三個馬位擊敗川河尊駒，並以1分32秒64的時間，創下沙田馬場草地1600米的紀錄時間。隨後出戰香港一哩錦標，並輕鬆擊敗大批頂級對手，以三個馬位取下日本代表強擊，衛冕成功。
香港一哩錦標過後，美麗傳承依次出戰董事盃、女皇銀禧紀念盃及主席錦標，均輕鬆取勝。到了冠軍一哩賽，美麗傳承獲得一面倒的支持，賠率至開賽前僅得1.0倍。結果美麗傳承不負眾望，一放到底衛冕成功。因美麗傳承在本季8戰無敗，加上取得本季所有一哩途程的一級賽冠軍，美麗傳承在該馬季的冠軍人馬獎衛冕「香港馬王」和「最佳一哩馬」的殊榮，並成為公眾投票最受歡迎馬匹。也成為全球草地一哩賽駒中，國際評分最高的一駒。

### 2019-2020馬季
本季的美麗傳承，雖然壯勇尤在，但開始面對新星挑戰。雖然在慶典盃能夠在負重磅下取勝，不過卻開始無法維持在一哩的皇者之位。先在沙田錦標中，因末段乏力，被跳出香港以兩又二分之一個馬位擊敗。其後在馬會一哩錦標，同樣因末段乏力，被新星夏威夷擊敗。隨後出戰香港一哩錦標，雖然仍為大熱門，但順利領放下無力支持至終點，被日本代表頌讚火星擊敗，未能二度衛冕香港一哩錦標。
在香港一哩錦標敗陣之後，美麗傳承更動配備出戰董事盃。雖然表現有改善，並與夏威夷在最後直路一同纏鬥。唯在最後50米無力抵擋夏威夷的衝勢，以頸位未能衛冕董事盃。不過，隨後在女皇銀禧紀念盃中，面對較弱的對手，雖未領放，但直路恢復勁勢衝刺，以二分之一個馬位擊敗嘉應之星，總算二度衛冕成功。六週後，美麗傳承在雨中出戰主席錦標。乘夏威夷表現失準，再次以二分之一個馬位輕鬆擊敗嘉應之星。本頭馬為美麗傳承在香港第十八捷，追平1970年代的永勝在香港本地十八捷的紀錄，總獎金也衝破一億港元。但冠軍一哩賽中，雖然擊敗夏威夷，不過卻在川河尊駒與纏鬥中以短馬頭位見負，衛冕失敗。
經過連日詳細思考後，「美麗」系陣營已決定讓「美麗傳承」繼續作戰。「美麗」系話事人郭少明證實「美麗傳承」下季將繼續服役，並轉投將於來季重新在港建立的大衛希斯馬房。郭少明5月5日受訪時說：「我們經過商量後，決定讓『美麗傳承』在下季繼續服役，目標是12月國際賽。」「我們屆時將視乎其表現如何，才作出決定是否讓牠退役，亦因為大摩將在今季後退休，所以我們決定將此駒轉投希斯旗下。」
2020年7月17日，兩屆馬王「美麗傳承」隨同半同主的「美麗友盈」（馬主是靚得開心團體，陳振邦為團體經理人）正式加盟大衛希斯馬房。

### 2020-2021馬季
雖然加盟大衛希斯馬房，但「美麗傳承」並未能再增添勝仗。較好的一仗為在慶典盃跑獲一席平頭第二。其後在12月，「美麗傳承」生涯最後一次出戰香港一哩錦標，但只獲第五，敗於「金鎗六十」之下。其後，在2020年12月18日，經馬主郭浩泉考慮後，「美麗傳承」宣告退役，正式結束其競賽生涯。香港賽馬會在2021年1月24日為其舉行榮休歡送儀式，美麗傳承隨後被送往澳洲墨爾本的Living Legends牧場頤養天年，與「精英大師」、「牛精福星」等前香港馬王及一衆良駒成為鄰居。
曾訓練「美麗傳承」八勝國際一級賽的前香港練馬師約翰摩亞表示：「『美麗傳承』鬥志頑強，但能時常保持佳態，我記憶中沒有一次需要找獸醫替牠治療。牠是匹健康的馬王，這也是牠最大優勢之一，讓牠在整段競賽生涯都能保持佳態。」曾策騎「美麗傳承」七勝國際一級賽的騎師潘頓則指：「有趣的是，我從未在策騎牠上陣時感受到絲毫壓力。我只覺得牠比對手優勝這麼多，實在沒甚麼好擔心。這樣我便能盡情享受賽事，這大概也是策騎牠出賽最美好的部分。」
2021年7月11日，在冠軍人馬獎頒獎典禮之中，兩匹香港馬王「美麗傳承」與「時時精綵」與皆因在港競賽生涯的優異成績而獲頒發終身成就獎。

### 退役生活
2022年5月，「巴基之星」退役後被送往澳洲墨爾本的Living Legends牧場頤養天年，馬王「美麗傳承」前來迎接「巴基之星」做鄰居。

## 總賽績
| 日期 | 日期 | 日期 | 馬場   | 賽事名稱                | 賽事級別 | 獨贏賠率 | 名次/出馬 | 騎師          | 負磅(磅) | 路程（場地狀況）     | 完成時間 | 與頭馬距離 | 冠軍（亞軍）       | 馬匹體重(磅) |
| ---- | ---- | ---- | ------ | ----------------------- | -------- | -------- | --------- | ------------- | -------- | -------------------- | -------- | ---------- | ------------------ | ------------ |
| 2016 | 01   | 07   | 和域園 | 3歲處女馬賽             |          | 51       | 2/7       | 安國倫        | 126      | 草地1100米（大爛）   | N/A      | 1.3        | Cruise Power       | N/A          |
| 2016 | 01   | 20   | 和域園 | 3歲處女馬讓磅賽         |          | 13       | 1/14      | Mitchell Bell | 129      | 草地1400米（好）     | 1:21.98  | 0.5        | (High Spirit)      | N/A          |
| 2016 | 02   | 06   | 蘭域   | 3歲及以上指標評分78讓賽 |          | 3.2      | 1/14      | 高力德        | 119      | 草地1600米（軟）     | 1:37.50  | 2.3        | (Kellyville Flyer) | N/A          |
| 2016 | 02   | 20   | 玫瑰崗 | 河霸圍錦標              | GII      | 13       | 3/13      | 高力德        | 125      | 草地1400米（好）     | N/A      | 3.6        | Press Statement    | N/A          |
| 2016 | 03   | 05   | 蘭域   | 蘭域堅尼                | GI       | 11       | 5/13      | 高力德        | 125      | 草地1600米（好）     | N/A      | 2.5        | Le Romain          | N/A          |
| 2016 | 03   | 19   | 玫瑰崗 | 玫瑰崗堅尼              | GI       | 6.5      | 2/14      | 薛恩          | 125      | 草地2000米（好）     | N/A      | 1.8        | 大捷龍             | N/A          |
| 2016 | 03   | 26   | 玫瑰崗 | 寶馬錦標                | GI       | 4.6      | 4/14      | 岳禮華        | 119      | 草地2400米（好）     | N/A      | 2.2        | 加冠進爵           | N/A          |
| 2016 | 12   | 27   | 沙田   | 第二班讓賽              | 2        | 5.3      | 2/14      | 潘頓          | 130      | 草地1400米（好）     | 1:21.80  | 3/4        | 劍斷浪             | 1146         |
| 2017 | 01   | 08   | 沙田   | 第二班讓賽              | 2        | 3.1      | 1/14      | 潘頓          | 130      | 草地1600米（好）     | 1:34.41  | 頭位       | (加州騰龍)         | 1135         |
| 2017 | 01   | 22   | 沙田   | 香港經典一哩賽          | 4YO      | 6.6      | 3/14      | 潘頓          | 126      | 草地1600米（好）     | 1:35.32  | 2-1/4      | 佳龍駒             | 1123         |
| 2017 | 02   | 19   | 沙田   | 香港經典盃              | 4YO      | 9.3      | 11/13     | 潘頓          | 126      | 草地1800米（好至快） | 1:48.70  | 10-3/4     | 佳龍駒             | 1110         |
| 2017 | 03   | 19   | 沙田   | 香港打吡大賽            | 4YO      | 14       | 3/14      | 潘頓          | 126      | 草地2000米（好至黏） | 2:03.44  | 3-1/2      | 佳龍駒             | 1101         |
| 2017 | 04   | 09   | 沙田   | 第二班讓賽              | 2        | 2.5      | 1/14      | 潘頓          | 128      | 草地2200米（好至快） | R2:12.42 | 短馬頭位   | (鷹雄)             | 1102         |
| 2017 | 04   | 30   | 沙田   | 皇太后紀念盃            | GIII     | 4.6      | 8/13      | 潘頓          | 133      | 草地2400米（好至快） | 2:27.58  | 13         | 鷹雄               | 1097         |
| 2017 | 10   | 01   | 沙田   | 慶典盃                  | GIII     | 13       | 1/13      | 梁家俊        | 113      | 草地1400米（好至黏） | 1:21.80  | 1-1/2      | (四季旺)           | 1144         |
| 2017 | 10   | 22   | 沙田   | 沙田錦標                | GII      | 9.5      | 1/13      | 梁家俊        | 118      | 草地1600米（好至快） | 1:33.56  | 頭位       | (喜旺寶)           | 1138         |
| 2017 | 11   | 19   | 沙田   | 馬會一哩錦標            | GII      | 6.8      | 3/12      | 梁家俊        | 123      | 草地1600米（好）     | 1:34.30  | 1          | 四季旺             | 1126         |
| 2017 | 12   | 10   | 沙田   | 香港一哩錦標            | GI       | 8.4      | 1/14      | 梁家俊        | 126      | 草地1600米（好）     | 1:33.72  | 1          | (西方快車)         | 1128         |
| 2018 | 01   | 28   | 沙田   | 董事盃                  | GI       | 8.6      | 7/14      | 梁家俊        | 126      | 草地1600米（好）     | 1:35.02  | 1-3/4      | 四季旺             | 1132         |
| 2018 | 02   | 25   | 沙田   | 女皇銀禧紀念盃          | GI       | 4.9      | 1/14      | 潘頓          | 126      | 草地1400米（好）     | 1:20.86  | 頭位       | (爭分奪秒)         | 1128         |
| 2018 | 04   | 08   | 沙田   | 主席錦標                | GII      | 5.4      | 5/10      | 韋達          | 128      | 草地1600米（好）     | 1:33.11  | 1-3/4      | 美麗大師           | 1126         |
| 2018 | 04   | 29   | 沙田   | 冠軍一哩賽              | GI       | 1.9      | 1/8       | 潘頓          | 126      | 草地1600米（好）     | 1:34.31  | 1          | (西方快車)         | 1108         |
| 2018 | 10   | 01   | 沙田   | 慶典盃                  | GIII     | 4.3      | 1/14      | 潘頓          | 133      | 草地1400米（好）     | 1:20.62  | 2-1/4      | (平海福星)         | 1130         |
| 2018 | 10   | 21   | 沙田   | 沙田錦標                | GII      | 2.1      | 1/14      | 潘頓          | 133      | 草地1600米（好）     | 1:33.07  | 1/2        | (星州司令)         | 1140         |
| 2018 | 11   | 18   | 沙田   | 馬會一哩錦標            | GII      | 1.5      | 1/8       | 潘頓          | 128      | 草地1600米（好）     | R1:32.64 | 3          | (川河尊駒)         | 1145         |
| 2018 | 12   | 09   | 沙田   | 香港一哩錦標            | GI       | 1.5      | 1/14      | 潘頓          | 126      | 草地1600米（好）     | 1:33.52  | 3          | (強擊)             | 1141         |
| 2019 | 01   | 20   | 沙田   | 董事盃                  | GI       | 1.1      | 1/6       | 潘頓          | 126      | 草地1600米（好至快） | 1:33.51  | 3          | (以奇用兵)         | 1137         |
| 2019 | 02   | 17   | 沙田   | 女皇銀禧紀念盃          | GI       | 1.2      | 1/10      | 潘頓          | 126      | 草地1400米（好）     | 1:21.03  | 1-3/4      | (爭分奪秒)         | 1134         |
| 2019 | 04   | 07   | 沙田   | 主席錦標                | GII      | 1.2      | 1/9       | 潘頓          | 128      | 草地1600米（好至快） | 1:33.26  | 1-1/4      | (鷹雄)             | 1138         |
| 2019 | 04   | 28   | 沙田   | 冠軍一哩賽              | GI       | 1        | 1/7       | 潘頓          | 126      | 草地1600米（好）     | 1:33.63  | 1-1/2      | (星洲司令)         | 1149         |
| 2019 | 10   | 01   | 沙田   | 慶典盃                  | GIII     | 1.4      | 1/10      | 潘頓          | 133      | 草地1400米（好）     | 1:20.05  | 1-1/4      | (嘉應之星)         | 1161         |
| 2019 | 10   | 20   | 沙田   | 沙田錦標                | GII      | 1.3      | 3/11      | 潘頓          | 133      | 草地1600米（好至快） | 1:33.17  | 2-1/4      | 跳出香港           | 1146         |
| 2019 | 11   | 17   | 沙田   | 馬會一哩錦標            | GII      | 1.3      | 3/7       | 潘頓          | 128      | 草地1600米（好至快） | 1.33.15  | 1-3/4      | 夏威夷             | 1151         |
| 2019 | 12   | 08   | 沙田   | 香港一哩錦標            | GI       | 2.9      | 3/10      | 潘頓          | 126      | 草地1600米（好）     | 1:33.52  | 1-3/4      | 頌讚火星           | 1143         |
| 2020 | 01   | 19   | 沙田   | 董事盃                  | GI       | 2.8      | 2/7       | 潘頓          | 126      | 草地1600米（好）     | 1:33.07  | 頸位       | 夏威夷             | 1142         |
| 2020 | 02   | 16   | 沙田   | 女皇銀禧紀念盃          | GI       | 1.6      | 1/7       | 潘頓          | 126      | 草地1400米（好）     | 1:21.64  | 1/2        | (嘉應之星)         | 1157         |
| 2020 | 04   | 05   | 沙田   | 主席錦標                | GII      | 2.5      | 1/7       | 潘頓          | 128      | 草地1600米（好）     | 1:33.49  | 1/2        | (嘉應之星)         | 1158         |
| 2020 | 04   | 26   | 沙田   | 冠軍一哩賽              | GI       | 1.6      | 2/8       | 潘頓          | 126      | 草地1600米（好）     | 1:33.13  | 短馬頭位   | 川河尊駒           | 1162         |
| 2020 | 09   | 27   | 沙田   | 慶典盃                  | GIII     | 4.9      | 2/11      | 潘頓          | 133      | 草地1400米（好）     | 1:20.84  | 1-3/4      | 金鎗六十           | 1172         |
| 2020 | 10   | 18   | 沙田   | 沙田錦標                | GII      | 8.3      | 6/11      | 潘頓          | 133      | 草地1600米（好至快） | 1:33.92  | 3-1/2      | 金鎗六十           | 1161         |
| 2020 | 12   | 13   | 沙田   | 香港一哩錦標            | GI       | 19       | 5/10      | 潘頓          | 126      | 草地1600米（好）     | 1:33.97  | 3-1/4      | 金鎗六十           | 1163         |

## 在港勝出賽事全紀錄
| 比賽日期   | 賽事名稱                 | 賽事班次 | 賽道 | 賽事路程 | 比賽馬場 | 名次 | 完成時間 | 騎師   |
| ---------- | ------------------------ | -------- | ---- | -------- | -------- | ---- | -------- | ------ |
| 08/01/2017 | 紫羅蘭讓賽               | 第二班   | 草地 | 1600米   | 沙田馬場 | 1    | 1:34.41  | 潘頓   |
| 09/04/2017 | 金寶街讓賽               | 第二班   | 草地 | 2200米   | 沙田馬場 | 1    | 2:12.42  | 潘頓   |
| 01/10/2017 | 慶典盃（讓賽）           | G3       | 草地 | 1400米   | 沙田馬場 | 1    | 1:21.80  | 梁家俊 |
| 22/10/2017 | 東方表行沙田錦標（讓賽） | G2       | 草地 | 1600米   | 沙田馬場 | 1    | 1:33.56  | 梁家俊 |
| 10/12/2017 | 浪琴表香港一哩錦標       | G1       | 草地 | 1600米   | 沙田馬場 | 1    | 1:33.72  | 梁家俊 |
| 25/02/2018 | 女皇銀禧紀念盃           | G1       | 草地 | 1400米   | 沙田馬場 | 1    | 1:20.86  | 潘頓   |
| 29/04/2018 | 冠軍一哩賽               | G1       | 草地 | 1600米   | 沙田馬場 | 1    | 1:34.31  | 潘頓   |
| 01/10/2018 | 慶典盃（讓賽）           | G3       | 草地 | 1400米   | 沙田馬場 | 1    | 1:20.62  | 潘頓   |
| 21/10/2018 | 東方表行沙田錦標（讓賽） | G2       | 草地 | 1600米   | 沙田馬場 | 1    | 1:33.07  | 潘頓   |
| 18/11/2018 | 中銀理財馬會一哩錦標     | G2       | 草地 | 1600米   | 沙田馬場 | 1    | 1:32.64  | 潘頓   |
| 09/12/2018 | 浪琴表香港一哩錦標       | G1       | 草地 | 1600米   | 沙田馬場 | 1    | 1:33.52  | 潘頓   |
| 20/01/2019 | 董事盃                   | G1       | 草地 | 1600米   | 沙田馬場 | 1    | 1:33.51  | 潘頓   |
| 17/02/2019 | 女皇銀禧紀念盃           | G1       | 草地 | 1400米   | 沙田馬場 | 1    | 1:21.03  | 潘頓   |
| 07/04/2019 | 主席錦標                 | G2       | 草地 | 1600米   | 沙田馬場 | 1    | 1:33.26  | 潘頓   |
| 28/04/2019 | 富衛保險冠軍一哩賽       | G1       | 草地 | 1600米   | 沙田馬場 | 1    | 1:33.63  | 潘頓   |
| 01/10/2019 | 慶典盃（讓賽）           | G3       | 草地 | 1400米   | 沙田馬場 | 1    | 1:20.05  | 潘頓   |
| 16/02/2020 | 女皇銀禧紀念盃           | G1       | 草地 | 1400米   | 沙田馬場 | 1    | 1:21.64  | 潘頓   |
| 05/04/2020 | 主席錦標                 | G2       | 草地 | 1600米   | 沙田馬場 | 1    | 1:33.49  | 潘頓   |

## 在港一級賽出賽全紀錄
| 比賽日期   | 賽事名稱           | 賽事班次 | 賽道 | 賽事路程 | 比賽馬場 | 名次 | 完成時間 | 騎師   |
| ---------- | ------------------ | -------- | ---- | -------- | -------- | ---- | -------- | ------ |
| 10/12/2017 | 浪琴表香港一哩錦標 | G1       | 草地 | 1600米   | 沙田馬場 | 1    | 1:33.72  | 梁家俊 |
| 28/01/2018 | 董事盃             | G1       | 草地 | 1600米   | 沙田馬場 | 7    | 1:35.02  | 梁家俊 |
| 25/02/2018 | 女皇銀禧紀念盃     | G1       | 草地 | 1400米   | 沙田馬場 | 1    | 1:20.86  | 潘頓   |
| 29/04/2018 | 冠軍一哩賽         | G1       | 草地 | 1600米   | 沙田馬場 | 1    | 1:34.31  | 潘頓   |
| 09/12/2018 | 浪琴表香港一哩錦標 | G1       | 草地 | 1600米   | 沙田馬場 | 1    | 1:33.52  | 潘頓   |
| 20/01/2019 | 董事盃             | G1       | 草地 | 1600米   | 沙田馬場 | 1    | 1:33.51  | 潘頓   |
| 17/02/2019 | 女皇銀禧紀念盃     | G1       | 草地 | 1400米   | 沙田馬場 | 1    | 1:21.03  | 潘頓   |
| 28/04/2019 | 富衛保險冠軍一哩賽 | G1       | 草地 | 1600米   | 沙田馬場 | 1    | 1:33.63  | 潘頓   |
| 08/12/2019 | 浪琴表香港一哩錦標 | G1       | 草地 | 1600米   | 沙田馬場 | 3    | 1:33.52  | 潘頓   |
| 19/01/2020 | 董事盃             | G1       | 草地 | 1600米   | 沙田馬場 | 2    | 1:33.07  | 潘頓   |
| 16/02/2020 | 女皇銀禧紀念盃     | G1       | 草地 | 1400米   | 沙田馬場 | 1    | 1:21.64  | 潘頓   |
| 26/04/2020 | 富衛保險冠軍一哩賽 | G1       | 草地 | 1600米   | 沙田馬場 | 2    | 1:33.14  | 潘頓   |
| 13/12/2020 | 浪琴表香港一哩錦標 | G1       | 草地 | 1600米   | 沙田馬場 | 5    | 1:33.97  | 潘頓   |

## 在港以外大賽出賽全紀錄
| 比賽日期   | 賽事名稱   | 賽事班次 | 賽道 | 賽事路程 | 比賽馬場   | 名次 | 完成時間 | 騎師   |
| ---------- | ---------- | -------- | ---- | -------- | ---------- | ---- | -------- | ------ |
| 20/02/2016 | 河霸圍錦標 | G2       | 草地 | 1400米   | 玫瑰崗馬場 | 3    | —        | 高力德 |
| 05/03/2016 | 蘭域堅尼   | G1       | 草地 | 1600米   | 蘭域馬場   | 5    | —        | 高力德 |
| 19/03/2016 | 玫瑰崗堅尼 | G1       | 草地 | 2000米   | 玫瑰崗馬場 | 2    | —        | 薛恩   |
| 26/03/2016 | 寶馬錦標   | G1       | 草地 | 2400米   | 玫瑰崗馬場 | 4    | —        | 岳禮華 |

## 外部連結
- . 2017-10-01  [2017-10-01]. （原始内容存档于2017-10-11）.
- . 2017-10-22  [2017-10-22]. （原始内容存档于2018-10-30）.
- . 2017-12-10  [2017-12-10]. （原始内容存档于2018-10-31）.
- . 2018-02-25  [2018-02-25]. （原始内容存档于2018-09-04）.
- . 2018-04-29  [2018-04-29]. （原始内容存档于2018-09-07）.
- . 2018-10-01  [2018-10-01]. （原始内容存档于2018-10-10）.
- . 2018-10-21  [2018-10-21]. （原始内容存档于2018-10-25）.
- . 2018-11-18  [2018-11-18]. （原始内容存档于2018-11-20）.
- . 2018-12-09  [2018-12-09]. （原始内容存档于2018-12-10）.
- . 2019-01-20  [2019-01-20].
- . 2019-02-17  [2019-02-17]. （原始内容存档于2019-12-18）.
- . 2019-04-07  [2019-04-07].
- . 2019-04-28  [2019-04-28]. （原始内容存档于2020-11-30）.
- . 2019-10-01  [2019-10-01]. （原始内容存档于2021-03-01）.
- . 2020-02-16  [2020-02-16].
- . 2020-04-05  [2020-04-05].
- . 2020-12-18  [2020-12-18]. （原始内容存档于2020-12-19）.
- . 2021-01-15  [2021-01-15].
- . 2021-01-24  [2021-01-24]. （原始内容存档于2022-05-17）.
- . 2021-07-02  [2021-07-02]. （原始内容存档于2021-07-07）.